# Patrick Sherrill
Patrick Henry Sherrill (* 13. November 1941 in Watonga, Oklahoma; † 20. August 1986 in Edmond, Oklahoma) war ein Mitarbeiter des United States Postal Service (USPS), der am 20. August 1986 bei einem Amoklauf in der Poststelle von Edmond 14 Kollegen und anschließend sich selbst tötete.
Sherrills Tat gilt als erster von mehreren Amokläufen durch USPS-Mitarbeiter, die zur Entstehung des umgangssprachlichen Ausdrucks „going postal“ führten.

## Leben
Patrick Sherrill war als Jugendlicher sehr schüchtern und lebte zurückgezogen. Lediglich bei sportlichen Aktivitäten wie beim Football war er aktiv und gewann 1960 als Ringer ein Stipendium der University of Oklahoma. Aufgrund seiner schlechten Leistungen musste er das Studium jedoch bereits im ersten Jahr beenden.
Später trat er dem United States Marine Corps bei und diente in North Carolina. Nach zwei Jahren wurde er aus dem aktiven Dienst entlassen.
Danach zog er wieder zu seiner Mutter nach Oklahoma und begann ein Studium an der Edmond Central State University. Nachdem er auch dieses Studium ohne Abschluss beendet hatte, schlug er sich mit Gelegenheitsjobs durch. Kurzfristig war er auch als Postbote tätig. Sein Verhalten wurde oft als unkollegial und rüde beschrieben, was seine berufliche Weiterentwicklung behinderte. Oft spazierte er allein und mit starrem Blick durch den Ort, was ihm den Spitznamen „Crazy Pat“ einbrachte.
Nach dem Tod seiner Mutter war er auf einen neuen Job angewiesen und arbeitete ab 1985 wieder als Postbote. Trotz seiner guten Leistungen führte sein Verhalten erneut zu Auseinandersetzungen mit Kollegen und Vorgesetzten, so dass er entlassen wurde.

## Die Tat
Am Morgen des 20. August 1986 bewaffnete sich Sherrill mit zwei Colt M1911 und einer .22 lfB Pistole. Er betrat die Poststelle durch den Hintereingang und erschoss sofort einen der beiden Vorgesetzten, die ihn am Vortag entlassen hatten. Der zweite Supervisor hatte an diesem Tag verschlafen und überlebte dadurch den Amoklauf.
Das zweite Opfer war Paul Michael Rockne, Enkel des Footballtrainers Knute Rockne. Danach ging Sherrill durch das Gebäude und erschoss alle Mitarbeiter, die er fand. Hinter sich schloss er jeweils die Türen, um den Mitarbeitern keine Möglichkeit zur Flucht zu lassen. Der Amoklauf endete nach ca. 15 Minuten. Sherrill hatte insgesamt 14 Mitarbeiter getötet und sechs weitere verletzt.
Anschließend tötete Sherrill sich selbst durch einen Schuss in den Kopf.